# Ibrahim Khan (político)
Ibrahim Khan é um político paquistanês que é membro da Assembleia Nacional do Paquistão desde agosto de 2018.

## Carreira política
Ele foi eleito para a Assembleia Nacional do Paquistão pelo círculo NA-158 (Multan-V) como candidato do Movimento Paquistanês pela Justiça nas eleições gerais paquistanesas de 2018. Anteriormente, ele foi membro da assembleia provincial de Punjab de 2002 a 2008. Ele ganhou como candidato independente e mais tarde juntou-se ao PML Q. Ele disputou as eleições em 2008 e 2013 e em ambas as vezes foi derrotado por motivos diferentes. Nas eleições de 2018, ele derrotou dois pesos pesados: o ex-primeiro-ministro Yousuf Raza e o ex-ministro federal Javed Ali Shah. Ele é conhecido por ser generoso e misericordioso, muito popular no seu círculo eleitoral por ajudar os pobres e confrontar pessoas corruptas.